# Workumermeer

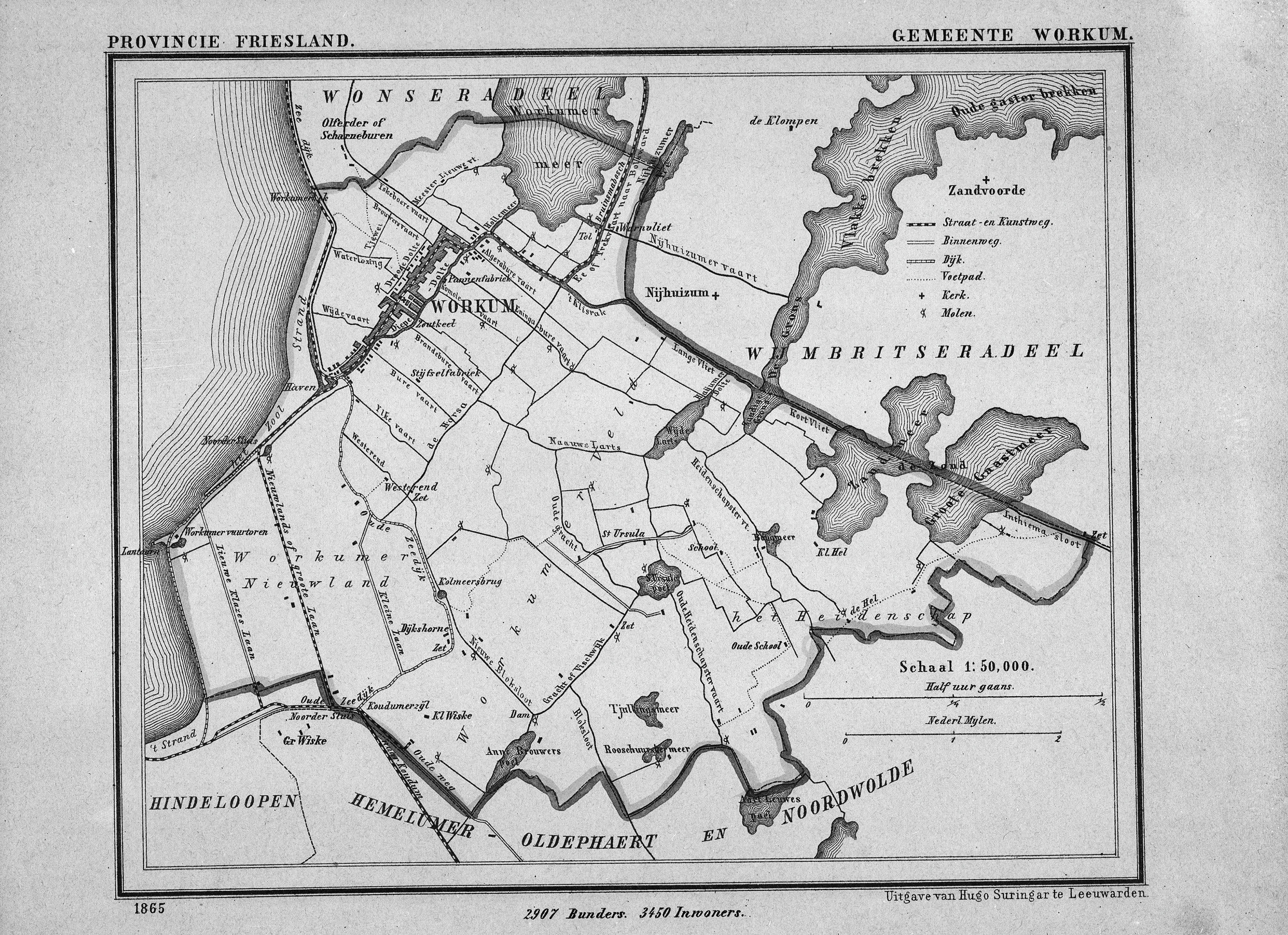
Kaart van Workum uit 1865, met in het noorden het Workumermeer

Het Workumermeer is een droogmakerij en voormalig meer in Friesland ten noordoosten van Workum. In 1877 werd het 187 hectare grote meer drooggelegd. De polder die ontstond na de drooglegging heet officieel Polder de Beveiliging en ligt op het diepste punt 3,2 meter beneden zeeniveau. Ook is er een voormalig eiland dat hoog boven de polder uitsteekt. Er zijn plannen geweest om de polder weer onder water te zetten ten behoeve van het toerisme, maar deze plannen zijn en worden niet uitgevoerd.
De polder wordt doorsneden door de autoweg N359.

## Geschiedenis

### Drooglegging
Drie meren, te weten het Parregaastermeer, Makkumermeer en Workumermeer, gaven een inkomen aan vissers en stonden bekend om de goede kwaliteit van de daar gevangen paling en blei. Toch werd besloten de meren droog te malen om zodoende landbouwgrond te scheppen. Op 15 augustus 1876 werd met droogmaking begonnen en ging de eerste spade de grond in voor het aanleggen van dijken. Op 25 juni 1878 werd het feit gevierd dat de drie meren droog lagen.
In 1854 werden door de minister van binnenlandse zaken de eerste stappen gezet om tot droogmaking van de drie meren te komen. Er werd een voorlopige concessie verleend.
De stad Workum verzette zich tegen de voorgenomen droogmaking. Workum was van mening dat zijn meer niet gemist kon worden, vooral vanwege de palinghandel die vanuit Workum op Engeland werd gedreven. De staat kon hier wel begrip voor opbrengen en zo kwamen de plannen voorlopig in een lade terecht. In de jaren die volgden werden wel onderzoekingen gedaan en rapporten opgesteld, maar verder gebeurde er weinig. Tot in 1872 J.A. van der Kloes, gemeente-architect te Bolsward, C. Bouterse, aannemer, en C. C. Ledeboer, notaris te Makkum, de zaak weer ter hand namen. Ze namen in 1874 de concessie over en lieten plannen uitwerken voor de drooglegging. 
De drie meren hadden een gezamenlijke oppervlakte van 850 hectare water. Deze waterplassen waren door overstromingen ontstaan. Het water in de drie meren was overal vrij ondiep, de bodem over het algemeen zeer effen. De bodem van het Workumermeer bestond uit veen met een kleilaag bedekt en doortrokken; in de andere meren bestond de bodem uit zwarte vette klei, in lagen van een halve meter tot een meter dikte. 
Op 15 augustus 1876 ging de eerste spade de grond in en had het werk een aanvang genomen.  Er werd begonnen met het Workumermeer en er werd een kanaal gegraven ten noorden van het meer. Dat kreeg een breedte van 15 meter en een diepte van 1,5 meter beneden zomerpeil. Dit ten behoeve van de scheepvaart vanaf de andere meren naar de Workumertrekvaart. 
Op 20 april werd met het leegpompen van de 200 hectare, waar gemiddeld zo'n twee meter water stond, begonnen. In totaal ging het om zo'n vier miljoen kubieke meter water. Het werk ondervond tegenslag door stormen op 30 en 31 juni 1877. Dammen en dijken werden beschadigd, maar ze hielden stand. In een tijdsbestek van zeven weken haalden twee centrifugaalpompen, aangedreven door stoommachines, het water uit het meer. In de zomer, tegen het einde van het droogmalen, stormde het opnieuw, maar nu was de storm een voordeel. Daardoor werd de reeds tamelijk vlakke meerbodem geheel geëgaliseerd.
Op 1 september werd met verkaveling begonnen en werd de polder in staat van bezaaiing opgeleverd. De polder was ingezaaid met gras en koolzaad. Doordat er nog te veel zout in de grond zat leverde de bodem echter een matige oogst op. Het koolzaad sloeg moeilijk aan; het gras deed het beter. Men was niet ontevreden over de opbrengsten in het eerste jaar.
Ten behoeve van de stad Workum werd op de pas drooggevallen grond nog een drie meter hoge dijk aangelegd van 500 tot 600 meter lengte. De stad ontving ook 4000 gulden schadevergoeding.

## Latere vervening
De eerste oogsten in de Workumermeerpolder mislukten vaak totaal. Het gevolg was dat men in de volgende jaren grote stukken grond braak liet liggen. De slechte oogsten werden geweten aan de gebrekkige waterbeheersing in de nieuwe polder. Veel gronden werden daarom verpacht aan veehouders en omgezet in weiland.
In 1892 werd met de vervening begonnen. De gehele polder, met uitzondering van enkele percelen waarop hakhout stond, werd uiteindelijk afgegraven. In de periode 1886 tot 1900 werd een zestal boerderijen gesticht, maar ten minste twee hiervan zijn bij de turfwinning weer afgebroken. Het stoomgemaal, dat bij Workum moest zorgen voor een goede waterhuishouding in de Workumermeerpolder, kon de hoeveelheid water niet aan. In 1902 werd dit gemaal vervangen door een met een grotere capaciteit.
Gedurende de oorlogsjaren 1940-1945 was er veel vraag naar turf. In deze jaren werd het resterende veen in de Workumermeerpolder vrijwel geheel afgegraven. De veengrond werd opgekocht door turfstekersbedrijfjes, meestal onder de voorwaarde dat na het afgraven van het veen de bodem weer in goede staat werd gebracht.

## Natuurgebied
Het vormt tegenwoordig een gezamenlijk natuurgebied met het Aaltjemeerpolder. Het natuurgebied wordt beheerd door It Fryske Gea en zijn samen 164 hectare groot. Beide polders worden veel bezocht door ganzen. 

## Trivia
- De laatste paling werd in het Workumermeer gevangen in juni 1877. Het eerste kievitsei werd in de nieuwe polder in juni 1878 gevonden.
- De twee centrifugaalpompen, die dienst hadden gedaan bij het droogmalen van de Workumermeer, werden daarna ingezet bij de bemaling van het Makkumer- en Parregaastermeer.